# 伯吉斯 (密蘇里州)
伯吉斯（英語：Burgess）是位於美國密蘇里州巴頓縣的普查規定居民點。

## 人口
根據2020年美國人口普查的數據，伯吉斯的面積為0.29平方千米，皆為陸地。當地共有人口54人，而人口密度為每平方千米186.21人。